# Хю Кенър
Уилям Хю Кенър (на английски: William Hugh Kenner, р. 7 януари 1923, Питърбъроу, Онтарио, Канада, п. 24 ноември 2003, Атина, Джорджия) e канадски литературовед и критик, работил в САЩ.

## Биография
Бащата на Хю Кенър е преподавател по класически езици и литератури. Кенър обяснява зараждането на интереса си към литературата с лошия си слух, пострадал силно след прекаран в детството тежък грип.
Постъпвайки в Университета на Торонто, Кенър избира за свой научен ръководител Маршал Маклуън, който пише въведението към първата книга „Парадоксът при Честъртън“ на Кенър, посветена на творчеството на Гилбърт Кийт Честъртън. Втората му книга „Поезията на Езра Паунд“ (1951) е посветена на Маклуън, който завежда Кенър при Паунд на 4 юни 1948 г., докато Паунд е затворен в психиатричната клиника „Сейнт Елизабет“ в столицата Вашингтон (Окръг Колумбия), където Кенър и Маклуън се отбиват по време на свое пътуване от Торонто до Ню Хейвън. (Самият Паунд, който става приятел на Кенър, му предлага да озаглави книгата „Розата и стоманеният прах“.) По-късно, когато Маклуън пише, че развитието на картографията през Ренесанса създава географско усещане, каквото не е съществувало преди това, Кенър му изпраща пощенска картичка с надпис: „Gallia est omnis divisa in partes tres, Твой, Хю.“
През 1950 г. Кенър получава докторска степен в Йейлския университет с дисертация върху Джеймс Джойс и научен ръководител Клинт Брукс. С нея печели наградата на университета „Джон Адисън Портър“, а през 1956 г. я издава под заглавието Дъблин на Джойс. Първото му преподавателско място е в Калифорнийския университет в Санта Барбара (1951 – 1973). След това преподава в Университета „Джонс Хопкинс“ (1973 – 1990) и Университета на Джорджия (1990 – 1999).
Дал своя принос в изследването на Джеймс Джойс, Т. С. Елиът, Самюъл Бекет, Кенър си остава големият изследовател на поезията на Езра Паунд. Отпечатването на книгата му Поезията на Езра Паунд през 1951 г. „е началото, и катализаторът, на промяната в отношението на американското литературознание и образователни институции към поезията на Паунд.“ Епохата на Паунд, най-значимият труд на Кенър, излиза през 1971 г. Смята се, че точно този труд е главният виновник за реабилитирането на Паунд (чиято репутация е сериозно накърнена заради публикациите му по време на Втората световна война) като един от най-големите поети модернисти.
Макар да е известен със своите трудове върху литературата на модернизма, изследователските интереси на Кенър са много по-широки. Сред книгите му има възхвала на аниматора Чък Джоунс (автор на много епизоди от поредицата „Шантави рисунки“), въведение в геодезичната математика и наръчник за употреба на един от ранните персонални компютри – Zenith Z-100; а в края на кариерата си е колумнист едновременно на списанията Art & Antiques и Byte. Кенър е един от постоянните сътрудници на консервативното списание National Review и приятел на Уилям Бъкли, издателя на списанието.
Кенър има 2 брака. Първата му съпруга Мери Уейт умира през 1964 г.; с нея има 3 дъщери и 2 сина. Втората му съпруга, с която се женят през 1965 г., е Мери-Ан Битнър; имат син и дъщеря.
Хю Кенър умира в дома си в Атина, Джорджия, на 24 ноември 2003 г.

## Избрана библиография

### Авторски книги
- Paradox in Chesterton (Парадоксът при Честъртън) (1947)
- The Poetry of Ezra Pound (Поезията на Езра Паунд) (New Directions, 1951)
- Wyndham Lewis: A Critical Guidebook (Уиндам Луис: Критически пътеводител) (1954)
- Dublin's Joyce (Дъблин на Джойс) (Indiana University Press, 1956)
- Gnomon: Essays in Contemporary Literature (Гномон: Есета върху съвременната литература) (1959)
- The Art of Poetry (Изкуството на поезията) (1959)
- The Invisible Poet: T. S. Eliot (Невидимият поет: Т. С. Елиът) (1959)
- Samuel Beckett: A Critical Study (Самюел Бекет: Критическо изследване) (Grove Press, 1961)
- The Stoic Comedians:Flaubert, Joyce, and Beckett (Стоиците автори на комедии: Флобер, Джойс и Бекет) (1962) (с илюстрации на Ги Девънпорт)
- The Counterfeiters: An Historical Comedy (Имитаторите: Историческа комедия) (Indiana University Press, 1968; The Johns Hopkins University Press, 1985) (с илюстрации на Ги Девънпорт)
- The Pound Era (Епохата на Паунд) (University of California Press, 1971)
- Bucky: A Guided Tour of Buckminster Fuller (Бъки: Разходка с екскурзовод из творенията на Букминстър Фулър) (William Morrow, 1973)
- A Reader's Guide to Samuel Beckett (Пътеводител за читателя в творчеството на Самюъл Бекет) (Farrar, Straus & Giroux, 1973)
- A Homemade World: The American Modernist Writers (Светът домашно производство: Американските писатели модернисти) (Alfred A. Knopf, 1975)
- Geodesic Math and How to Use It (Геодезичната математика и как да я използваме) (1976)
- Joyce's Voices (Гласовете на Джойс) (University of California Press, 1978)
- Ulysses (Одисей) (George Allen & Unwin, 1980)
- The Mechanic Muse (Механичната муза) (Oxford University Press, 1987)
- A Colder Eye: The Modern Irish Writers (Хладно око: Модерните ирландски писатели) (Alfred A. Knopf, 1983)
- A Sinking Island: The Modern English Writers (Потъващият остров: Модерните английски писатели) (1988)
- Mazes: Essays (Лабиринти: Есета) (North Point Press, 1989)
- Historical Fictions: Essays (Исторически фикции: Есета) (University of Georgia Press, 1995)
- Chuck Jones: A Flurry of Drawings (Чък Джоунс: Вихрушка от рисунки) (1994)
- The Elsewhere Community (Общността другаде) (2000)

### Редакция и съставителство
- T. S. Eliot: A Collection of Critical Essays (Т. С. Елиът: Сборник с литературоведски есета) (Prentice-Hall, 1962)
- Seventeenth Century Poetry: The Schools of Donne & Jonson (Поезията на XVII век: Школата на Дън и Джонсън) (1964)
- Studies in Change: A Book of the Short Story (Изследвания в промяна: Книга за разказа) (1965)